# 志度
志度（しど）は、香川県さぬき市の大字。世帯数は5,114世帯、人口は12,258人（2012年（平成24年）3月31日現在）。郵便番号は769-2101（長尾郵便局管区）。

## 地理
市の北西に位置している。北部は志度寺のある門前町で、国道11号や四国旅客鉄道（JR四国）高徳線が東西を通り、さぬき市役所やさぬき警察署、小中学校などの公的機関が集中するなど、市内の志度地区の中心市街を形成している。南部および東・西端は、雲附山のある丘陵地帯となっており、稲作のほかにブドウ・イチゴ・キュウリなどの施設園芸が行われている。高松市のベッドタウンとしての性質を持ち、その丘陵地帯に大規模な宅地開発が行われ、いくつかのニュータウンが存在している。
東で鴨庄・鴨部・末、南で造田是弘・造田宮西・昭和、西で木田郡三木町大字井上・高松市牟礼町原とそれぞれ接する。北は瀬戸内海の志度湾に面しており、湾内のノリとカキの養殖が行われている。1972年（昭和47年）以降、複数の会社が立地しており、湾東部には1977年（昭和52年）にできた広大な埋め立て造成地が広がっており、そこに南海プライウッドやタダノなどの工場が立地している。

## 歴史
- 1890年（明治23年）2月15日 - 町村制より、寒川郡志度村と同郡末村が合併し、志度村が発足。2つの旧村はそれぞれ大字志度、大字末となる。
- 1898年（明治31年）2月11日 - 志度村が町制施行し志度町となり、志度町大字志度となる。
- 1899年（明治32年）4月1日 - 郡制により、寒川郡・大内郡の区域をもって大川郡が発足。
- 1955年（昭和30年）1月1日 - 志度町（旧）・大川郡鴨庄村・同郡小田村が合併し、志度町（新）が発足。
- 1956年（昭和31年）9月30日 - 志度町が大川郡鴨部村を編入。
- 2002年（平成14年）4月1日 - 志度町・長尾町・津田町・寒川町・大川町が合併してさぬき市が発足し、さぬき市志度となる。

## 人口
| 年                 | 世帯数 （世帯） | 人口 （人） | 出典  |
| ------------------ | --------------- | ----------- | ----- |
| 1891年（明治24年） | 1,403           | 6,330       | [ 2 ] |
| 2012年（平成24年） | 5,114           | 12,258      | [ 1 ] |

## 交通

### 鉄道

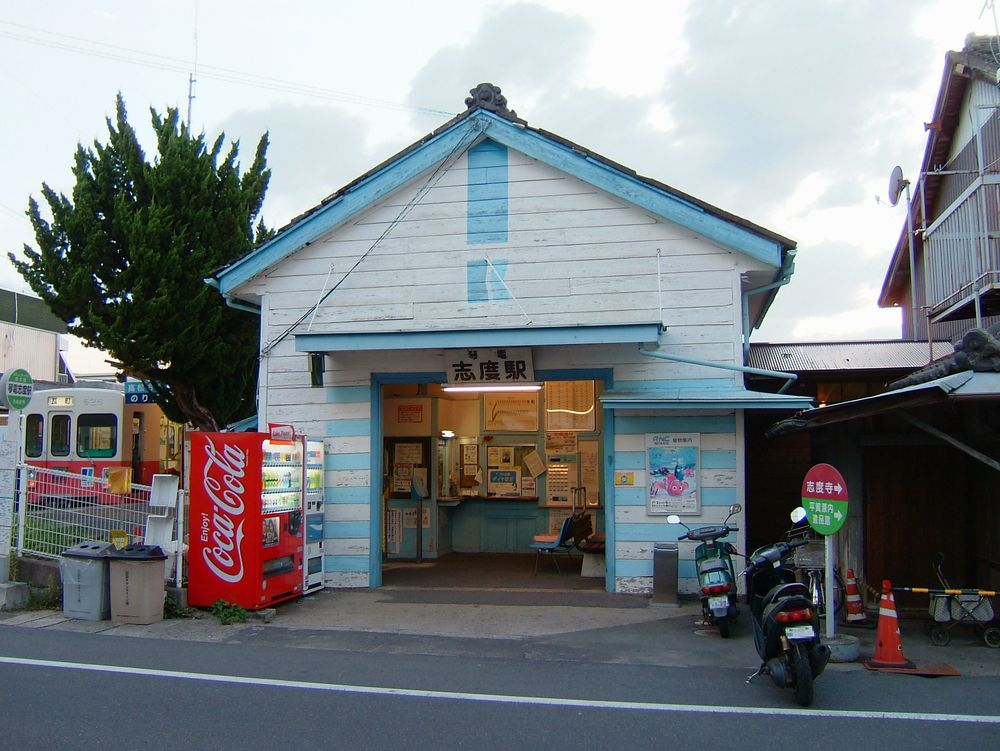
琴電志度駅

- 四国旅客鉄道
  - 高徳線

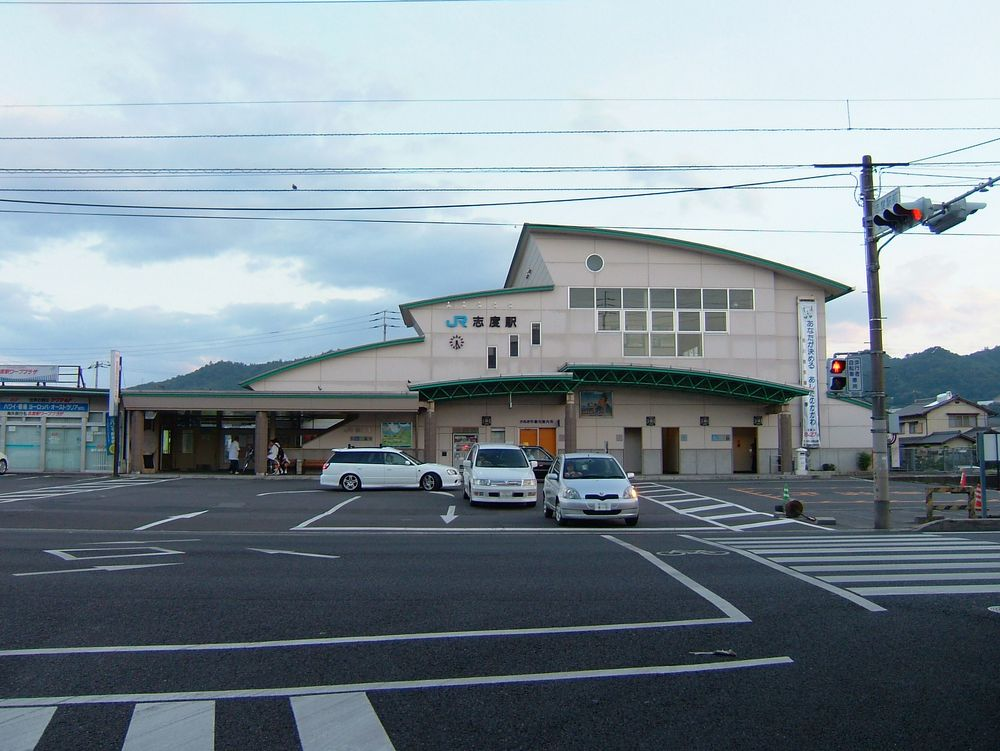
志度駅
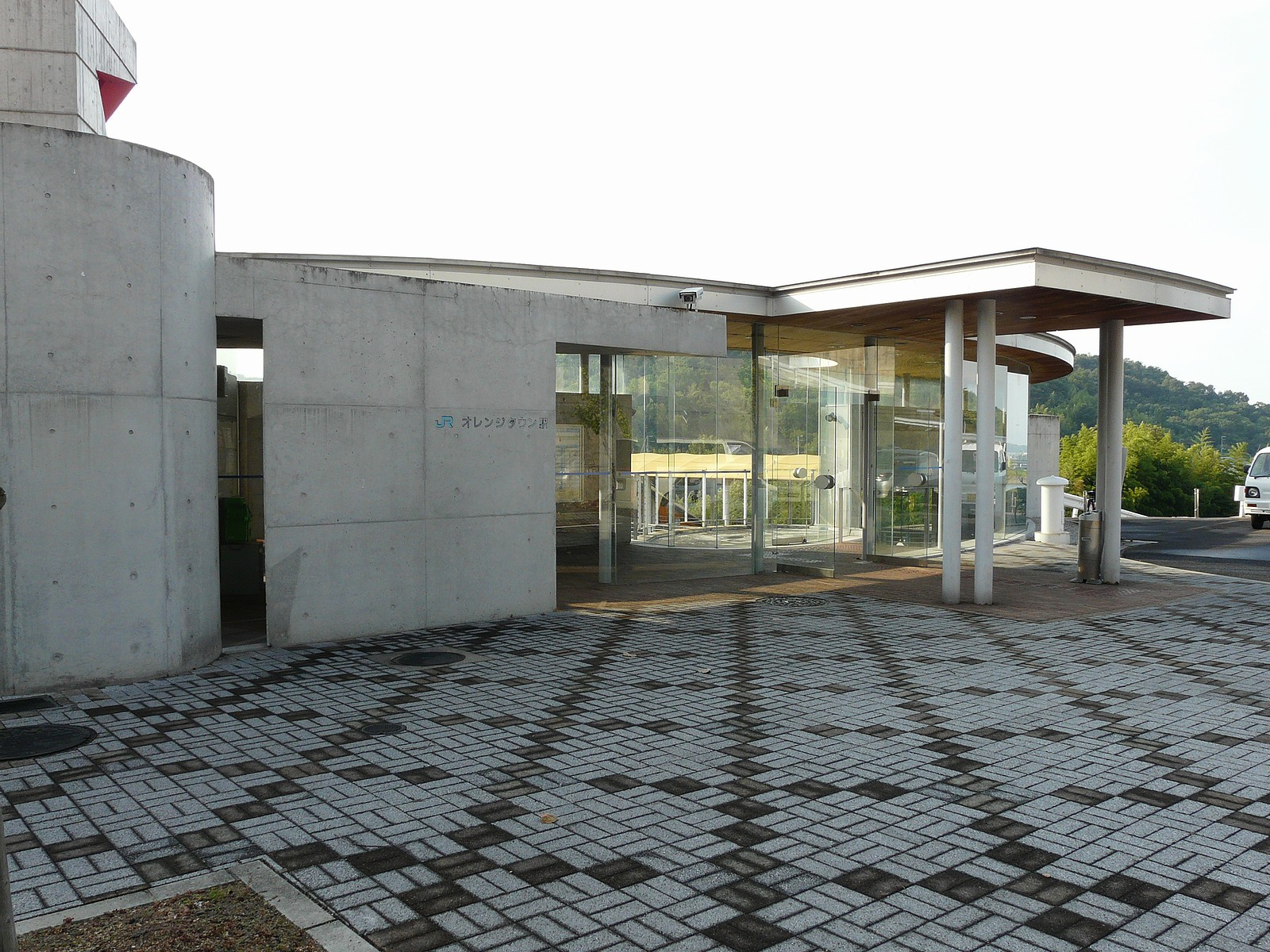
オレンジタウン駅

- 高松琴平電気鉄道
  - 志度線

- 琴電志度駅

### 道路
高速自動車国道である高松自動車道が通るが、インターチェンジはない。隣接する市内末に志度ICが設立されている。
- 国道11号
- 香川県道3号志度山川線
- 香川県道135号大串志度線
- 香川県道136号志度小田津田線
- 香川県道141号石田東志度線
- 香川県道147号太田上町志度線
- 香川県道272号高松志度線

## 施設など

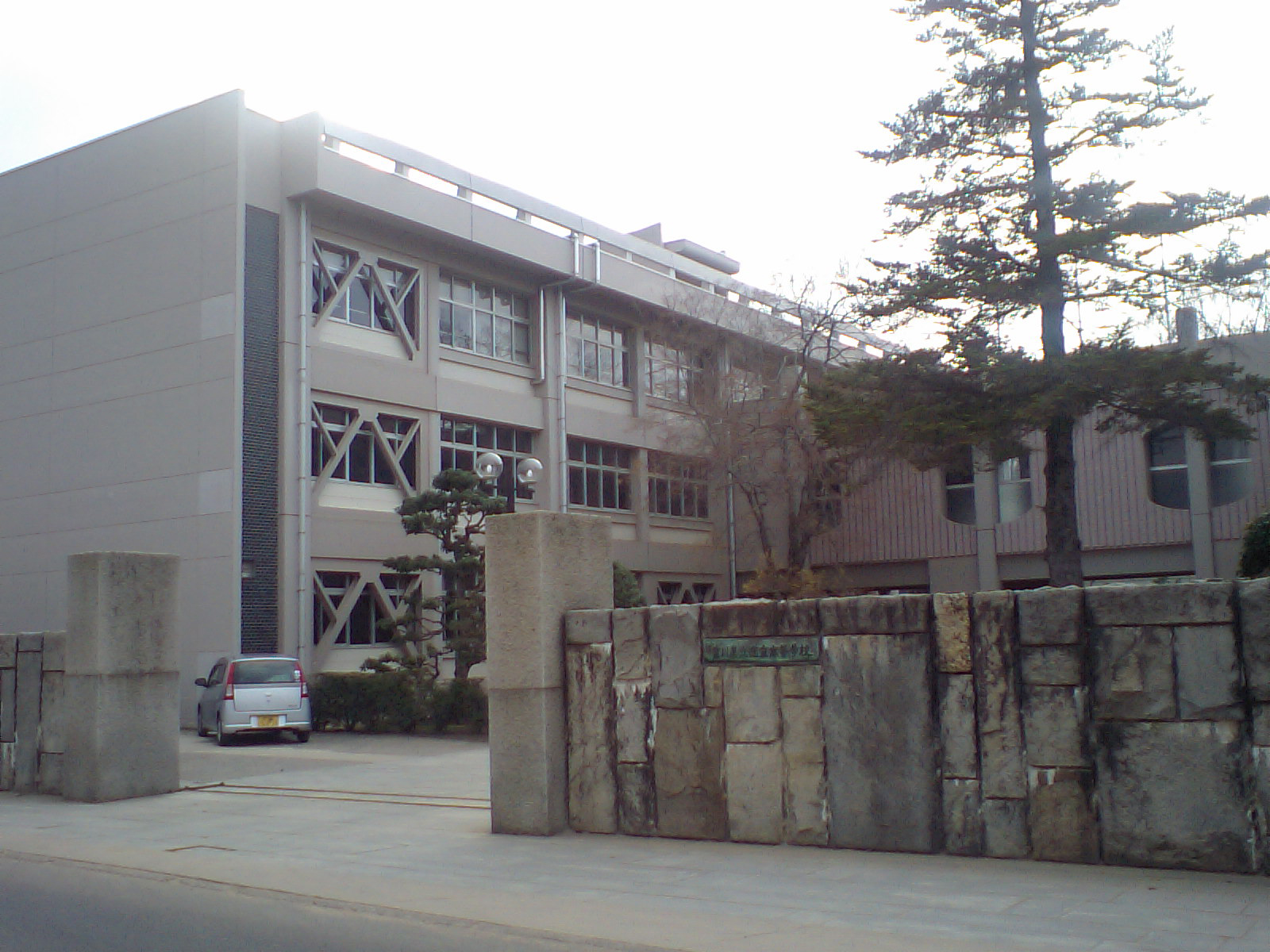
香川県立志度高等学校

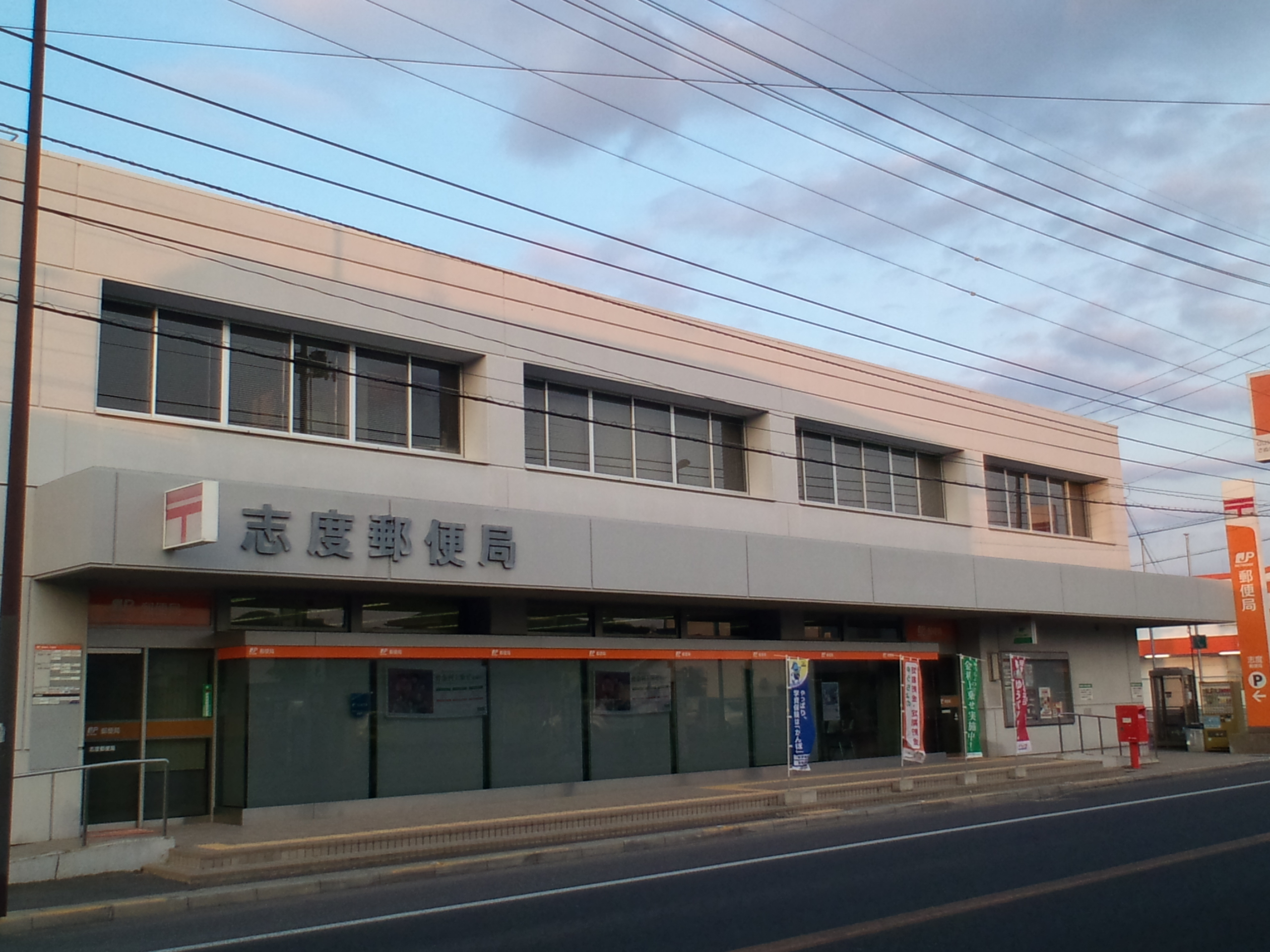
志度郵便局

### 公的機関・教育機関
- さぬき市役所
- さぬき警察署
- さぬき市志度図書館
- さぬき市立志度保育所
- さぬき市立志度幼稚園
- さぬき市立志度小学校
- さぬき市立志度中学校
- 香川県立志度高等学校
- 徳島文理大学香川キャンパス
- 志度郵便局

### 商業施設
- 西村ジョイ志度店
- マルナカ志度店 2024年1月14日閉店（予定）
- しまむら志度店
- レデイ薬局
  - くすりのレデイ志度店
  - くすりのレデイフジ志度店
  - レデイさぬきしど調剤薬局
- フジ志度店 ほか

### 企業・工場
- キャスコ
- 南海プライウッド志度工場
- タダノ志度工場
- ワイエム志度 - 1999年に閉鎖されたヤマハ発動機志度工場を従業員が買い取って発足。2023年3月閉鎖。

### 寺社
- 志度寺 - 本堂・仁王門などは重要文化財（国指定）に指定されている。
- 真覚寺 - かつて境内に岡野マツ（県天然記念物）が生息していた。
- 多和神社
- 地蔵寺

### その他
- 平賀源内記念館 - 平賀源内の生誕地であり、源内の旧宅が展示されている。